# Maré negra

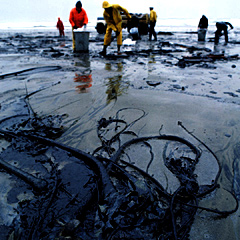
Homens tirando petróleo de praia

Maré negra se refere ao derramamento de petróleo no meio ambiente, especialmente no ecossistema marinho, devido à atividade humana, sendo uma das formas mais agressivas de poluição ambiental. O nome é uma figura de linguagem, que se refere à cor escura das águas contaminadas pelo petróleo ou por seus derivados. Os derramamentos podem ser de petróleo bruto de navios-tanque, plataformas offshore, plataformas de perfuração e poços, bem como derramamentos de produtos derivados de petróleo.
A limpeza e recuperação de um derramamento de óleo é difícil e depende de muitos fatores, incluindo o tipo de óleo derramado, a temperatura da água (afetando a evaporação e a biodegradabilidade) e os tipos de linhas costeiras e praias envolvidas. Quinze anos depois do derramamento de petróleo do navio Exxon Valdez no Alasca, por exemplo, apenas seis das 26 espécies e habitats mais afetados pelo petróleo se recuperaram. Alguns - incluindo orcas e focas - continuavam em declínio.
Derramamentos de petróleo podem ter consequências desastrosas para a sociedade, tanto na economia como para o meio ambiente. Os acidentes com derramamentos de óleo que ocorreram ao longo da história levaram a uma intensa atenção da mídia e alvoroço político. Organizações se reuniram em uma luta política buscando resposta dos governos aos derramamentos de óleo e questionando quais ações poderiam impedir novas tragédias ambientais.

## Maiores derramamentos de óleo
Derramamentos de petróleo bruto e combustível refinado em acidentes com navios-tanque destruíram ecossistemas vulneráveis no Alasca, Golfo do México, Ilhas Galápagos, França, Brasil e muitos outros lugares. A quantidade de óleo derramado durante acidentes variou de algumas centenas a várias centenas de milhares de toneladas ou milhões de barris, como no da plataforma Deepwater Horizon, que despejou no Golfo do México mais de quatro milhões de barris. No entanto, o volume é uma medida limitada de dano ou impacto. Derramamentos menores à vezes têm grande impacto nos ecossistemas, como o derramamento de óleo do navio Exxon Valdez - cerca de setecentos mil barris - devido à dificuldade de uma resposta imediata das equipes de emergência.
Desde 2004, entre trezentos e setecentos barris de petróleo por dia vazam do local de uma plataforma de produção de petróleo a vinte quilômetros da costa da Louisiana, que afundou após o furacão Ivan. O derramamento de óleo, que as autoridades estimam que poderia continuar ao longo do século XXI, acabará por superar o desastre da Deepwater Horizon. como um dos maiores de todos os tempos.
Os derrames de petróleo no mar geralmente são muito mais prejudiciais do que os terrestres, pois podem se espalhar por centenas de quilômetros cobrindo praias com uma fina camada de óleo. Estes podem matar aves marinhas, mamíferos, mariscos e outros organismos com os quais entram em contato.

## Impacto humano
Além do risco de explosão e incêndio, o óleo derramado também pode contaminar o suprimento de água potável. Por exemplo, em 2013, dois derramamentos de óleo diferentes contaminaram o suprimento de água para trezentas mil pessoas em Miri, na Malásia.
A contaminação pode ter um impacto econômico no turismo e na extração de recursos marinhos. Por exemplo, o derramamento de óleo da Deepwater Horizon impactou o turismo e a pesca ao longo da Costa do Golfo, e os responsáveis foram obrigados a compensar os prejuízos econômicos. No vazamento de óleo no Nordeste do Brasil em 2019, o maior desastre ambiental no litoral brasileiro, duzentas localidades foram afetadas, prejudicando o turismo e a pesca.

## Efeitos ambientais

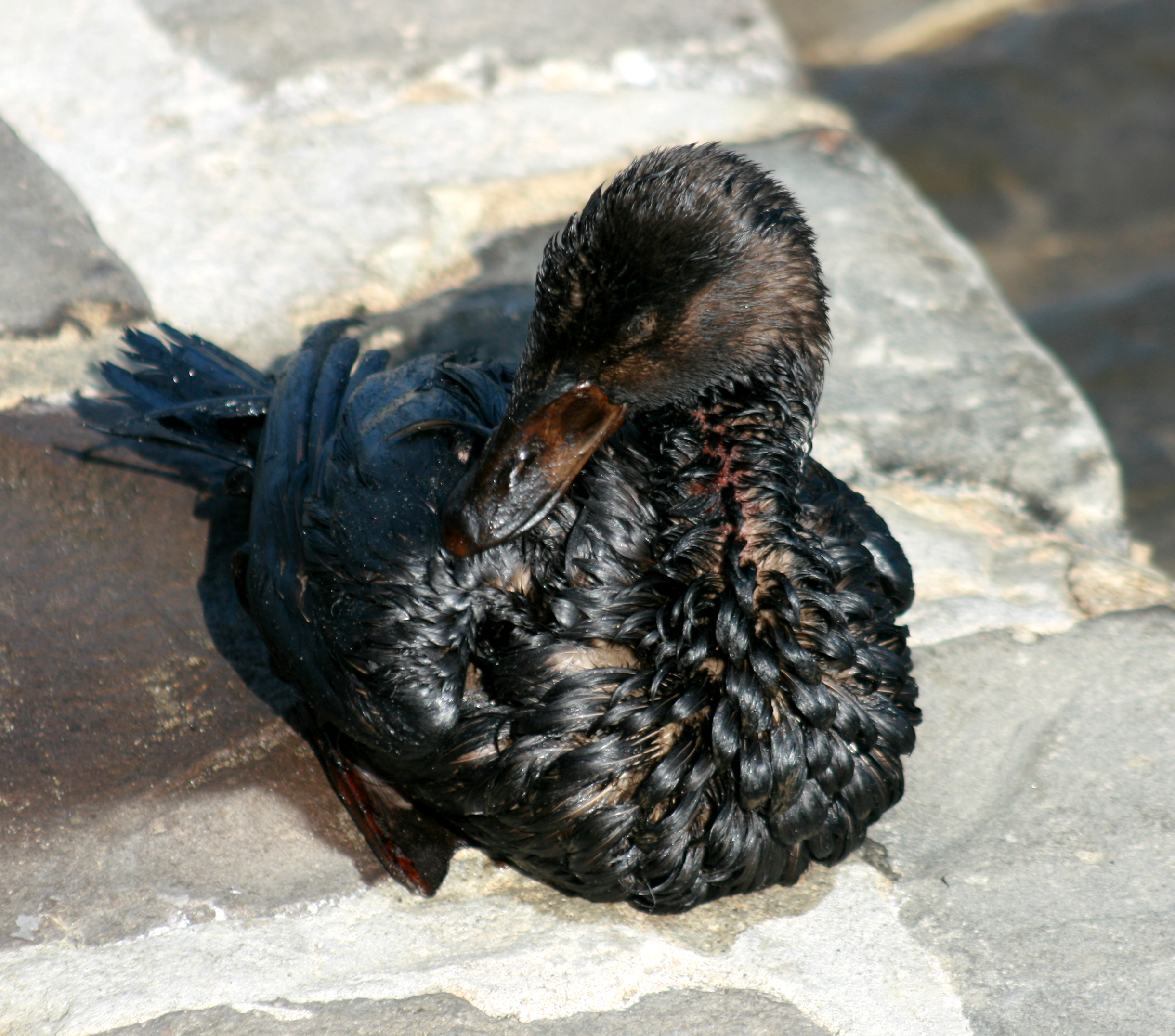
Pato-careto coberto de óleo

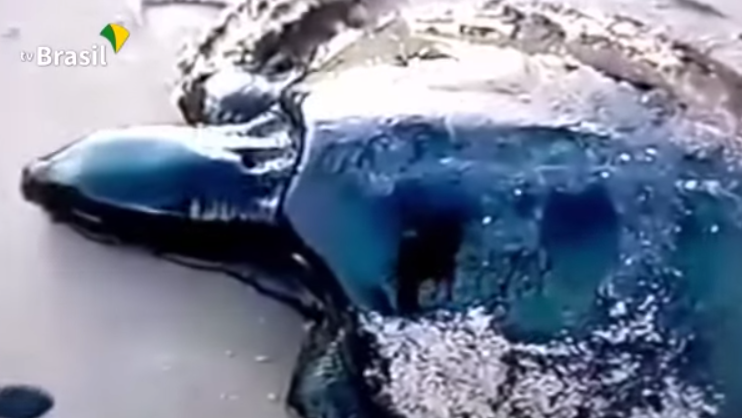
Tartaruga marinha coberta de óleo depois do derramamento ocorrido no nordeste brasileiro em 2019

O óleo derramado pode afetar o ecossistema, mas não há uma relação clara entre a quantidade de óleo no ambiente aquático e o provável impacto na biodiversidade. Um derramamento menor em um ambiente mais sensível, por exemplo em determinada época do ano, pode ser muito mais prejudicial do que um derramamento maior em outra época do ano no mesmo ambiente.
Os animais que dependem do olfato para encontrar seus filhotes ou mães não o conseguem, devido ao forte cheiro do óleo. Isso faz com que filhotes sejam abandonados, e eventualmente morram por falta de alimento. O óleo pode prejudicar a capacidade de voar das aves, impedindo-as de procurar alimento ou escapar de predadores. Enquanto se alimentam, as aves podem ingerir o óleo, irritando o trato digestivo, alterando a função hepática e causando danos nos rins, resultando rapidamente em desidratação e desequilíbrio metabólico. Algumas aves expostas ao petróleo também sofrem alterações no equilíbrio hormonal. A maioria das aves afetadas por derramamentos de óleo morrem de complicações, se não houver uma ação humana para salvá-los. Alguns estudos sugeriram que menos de um por cento das aves encharcadas de óleo sobrevivem, mesmo após a descontaminação.
Os mamíferos marinhos com maior quantidade de pelagem, quando expostos ao óleo são afetados de maneira semelhante. O óleo reveste o pelo de lontras e focas, reduzindo seu efeito isolante e levando a variações na temperatura corporal e hipotermia. O óleo também pode cegar o animal, tornando-o indefeso. A ingestão de óleo causa desidratação e prejudica o processo digestivo. Os animais podem ser envenenados e podem morrer devido ao óleo que entra nos pulmões ou no fígado.

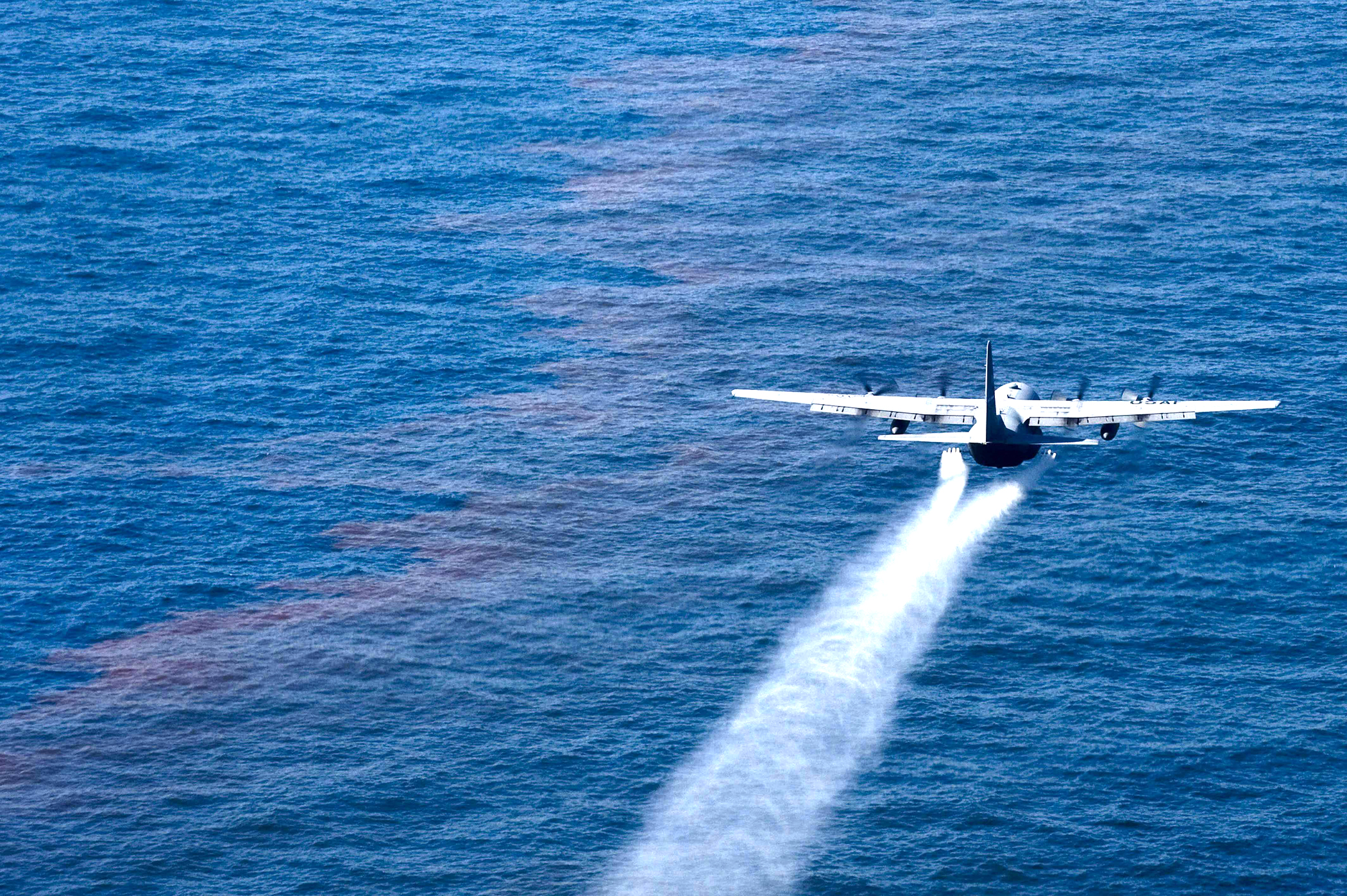
Aeronave da Força Aérea dos Estados Unidos pulveriza dispersante Corexit sobre o derrame de petróleo da plataforma Deepwater Horizon no Golfo do México

Os derramamentos de óleo também podem prejudicar a qualidade do ar. Os produtos químicos do petróleo bruto são principalmente hidrocarbonetos que contêm produtos químicos tóxicos, como benzenos, tolueno, hidrocarbonetos poliaromáticos e hidrocarbonetos aromáticos policíclicos oxigenados. Esses produtos químicos podem apresentar efeitos adversos à saúde quando inalados. Além disso, podem se oxidar na atmosfera, formando partículas finas após a evaporação. Essas partículas podem penetrar nos pulmões e transportar produtos químicos tóxicos para o corpo humano. A queima de óleo na superfície também pode ser uma fonte de poluição. Durante o derramamento de óleo da plataforma Deepwater Horizon, foram encontrados importantes problemas de qualidade do ar na Costa do Golfo. Dados de monitoramento da qualidade do ar nas regiões costeiras mostraram que o nível de poluição havia excedido os padrões mínimos para a saúde.